# سعيد إبراهيمي
سعيد إبراهيمي لاعب كرة قدم جزائري ولد بعنابة في 14 مارس 1931 وتوفي بها في 27 ديسمبر 1997. لعب في نادي FC Sète ونادي تولوز في مركز مهاجم.
في عام 1958، انضم إلى فريق جبهة التحرير الوطني لكرة القدم الذي يمثل جبهة التحرير الوطني الجزائرية والتي ناضلت بكل السبل من أجل استقلال الجزائر عن فرنسا. لم يلقَ الفريق اعترافاً رسمياً كممثل للجزائر إلا أنه كان له مشوار كروي مشرفا من خلال لعبه للعديد من المباريات الودية مع فرق دولية.

## المشوار الرياضي
- 1954-1956 : نادي Sète
- 1956-1958 : نادي تولوز وفاز معه بكأس فرنسا سنة 1957.
- نادي سكيكدة
- استدعاء للفريق الفرنسي أ (مباريتين وهدف سنة 1957)

## المصدر
- Marc Barreaud, Dictionnaire des footballeurs étrangers du championnat professionnel français (1932-1997), l'Harmattan, 1997.

## وصلات خارجية
- صفحة عن سعيد إبراهيمي على موقع FFF.fr
- سعيد إبراهيمي على موقع قاعدة بيانات كرة القدم.إي يو (الإنجليزية)
- سعيد إبراهيمي على موقع ناشيونال فوتبول تيمز (الإنجليزية)
- سعيد إبراهيمي على موقع عالم كرة القدم.نت (الإنجليزية)